# Dammtjärnen (Lungsunds socken, Värmland)
Dammtjärnen är en sjö i Storfors kommun i Värmland och ingår i Göta älvs huvudavrinningsområde.